# 電話代行
電話代行（でんわだいこう）は、一般的には依頼者の代わりに電話応対を行う代行サービス業を指す。秘書代行（ひしょだいこう）、電話秘書代行（でんわひしょだいこう）などとも呼ばれる。
昭和40年代には始まっている古くからの代行サービスである。
ボイスワープなどの電話転送サービスを使用して業者側の電話番号から依頼者へ通話を転送するタイプと、逆に依頼者側の番号から業者へと逆転送をするタイプと、そのどちらでもない業者側の電話番号で業者が受けるタイプがある。
電話代行業者は私設私書箱を兼業する場合も多い。また契約には身分証明書が必要な場合が多い。電話回線を利用するため、事前に保証金を預かる場合や、初回のみ入会金が発生する場合も多い。

## 電話代行の種類

### 電話転送使用型電話代行
ボイスワープなどの電話転送サービスを使用する方式の電話代行には主に2種類あり、どちらも慣習的に電話代行と呼ばれるため紛らわしい。どちらも電話転送を使用するが、転送の向きが異なる。
一つは、電話代行業者は電話番号を貸し出すにとどまり、電話応対は依頼者が行う種類のもの。電話代行業者が用意した電話回線に掛かってきた通話を依頼者の回線に転送（ボイスワープ）し、依頼者が会話をする。正式には「貸し電話サービス」などと呼ぶべきものだが、電話代行業者がサービスの提供を行う場合が多い。
局番から会社の所在地が類推できるため、地方、またはSOHO事業者が東京などの一等地に事務所があると見せる必要がある場合に事業主が利用する例が多い。一等地の局番だけだと不都合な場合は、住所貸しとセットにて電話代行の申し込みを行うことで名刺表記にも不自然なことがなくなる。
もう一つは、依頼者側の電話回線に掛かってきた通話を電話代行業者に転送（ボイスワープ）し、代行業者が電話応対する種類のもの。出張などが多い個人事業主、小規模事業所の昼食時間帯のみの代行、少人数の事務員しか居ない場合、特定の窓口（苦情、返品受付）として、掛かってくる顧客からの電話を受け逃さないようにするために利用するような例が多い。

### コールセンター型電話代行
電話代行業者が顧客対応の窓口となり、定期的にその内容を依頼者に報告する種類のもの。要は、外注型コールセンターといえる。